# Max Wildgrube
Max Friedrich Carl Wildgrube (* 5. Mai 1873 in Berlin; † 1954) war ein deutscher Politiker. Er war von 1916 bis 1918 Abgeordneter des Deutschen Reichstages.
Wildgrube besuchte die Mittelschule in Kyritz, Ostprignitz und danach die städtische Realschule in Berlin. Nach einem in Berlin absolvierten Seminar zum Stadtschullehrer arbeitete er von 1894 bis 1907 als Volksschullehrer. Von 1907 bis 1911 studierte er Geschichte, Philosophie, Staatsrecht und Germanistik an den Universitäten von Berlin, Heidelberg und Greifswald. Während seines Studiums holte er 1909 die Reifeprüfung nach und nach seinem Studienabschluss übernahm er 1911 eine Fabrik in Dresden.
Wildgrube gehörte dem Alldeutschen Verband an und war im Juni 1913 Mitbegründer des Preußenbundes. Im Jahr 1914 wurde er an der Universität Heidelberg mit einer Dissertation über „Die politischen Theorien Ludwigs von Gerlach“ zum Dr. phil. promoviert. Bei der Nachwahl für den im September 1916 verstorbenen Reichstagsabgeordneten Eduard Giese trat Wildgrube, der Mitglied der Deutschkonservativen Partei war, als gemeinsamer Kandidat der Deutschkonservativen, der NLP und der Deutschen Zentrumspartei an. Bei der Wahl am 23. November 1916 wurde er im Wahlkreis Oschatz – Grimma (Sachsen 11) gewählt und gehörte dem Reichstag noch bis 1918 an.